# Mirontsy
 (juillet 2011).
Si vous disposez d'ouvrages ou d'articles de référence ou si vous connaissez des sites web de qualité traitant du thème abordé ici, merci de compléter l'article en donnant les références utiles à sa vérifiabilité et en les liant à la section « Notes et références ».
Mirontsy ou Mirontsi est une ville de l'île d'Anjouan aux Comores.
En 2003, la ville de Mirontsy comptait 9 000 habitants. La population vit essentiellement de l’agriculture, de la pêche, de l’artisanat, et du commerce.

## Histoire
La légende rapporte que deux frères devaient se partager l’étendue des terres correspondant aujourd’hui à la ville de Mutsamudu et de Mirontsy, l’un du nom de Moussa Moudou (moussa le Noir), en s’appropriant les terres correspondant à la ville de Mutsamudu d’aujourd’hui, consacrant ainsi à cette ville son nom à savoir Moutsamoudou, appelé aujourd’hui Mutsamudu, le second en s’adjugeant Toutes les Rivières entendez Miro Yontsi consacra par cet acte le nom actuel de Mirontsy (Miro Yontsi).
À l’origine, la ville de Mirontsy se situait dans les hauteurs de Sinejou, les environs de la Citadelle actuelle. À la suite d'incursions la ville s’est scindée en deux, une partie de la population a élu résidence dans le quartier actuel de Hampaga et l’autre partie s’est réfugiée dans une région appelée Mkiri wa Poini (la mosquée du récif dont les ruines sont encore là). Pour preuve les familles fondatrices de Mirontsy et de Hampaga gardent jusqu’à ce jour des liens encore très vivaces de parenté.
La petite bourgade de Mirontsy confrontée à des épidémies mortelles a rapidement decampé pour s’installer dans le quartier de Momoni où devait commencer la Ville de Mirontsy actuelle.

## Géographie

### Localisation
Cette ville est située au Nord de l’île d'Anjouan dans la baie de Mutsamudu (la capitale) et entre celle de Wani et la capitale.Mirontsy est limitée depuis Jadis à l'est vers la ville de Wani (précisément à Chitsounguini) et à l'Ouest vers Mutsamudu par la rivière nommée en langue nationale M'ro wa tsamboimwé.
Au Nord, c'est par la mer et au Sud se présente une chaine de montagnes dont de l'Ouest à l'Est nous distinguons
- M'lima wa Pama
- M'lima wa Nteinguéni
- Saoujou
- Poukouli
- Mihani
- M'lima wa pegoni
- M'lima wa Hamlindri
- Ntrenani
- Mtsangamouhouni
- Douwa mougno (Tanambao)

La ville de Mirontsy est coincée entre la mer et la montagne. Elle compte vingt-sept quartiers. De l'est à l'ouest on rencontre :
- Tanambao
- Mtsangamouhouni
- Mdouale
- Jindzani
- Mavoulé
- Koroni
- Bandrajou 2
- Foumbouni
- Mouhani (Bandrajou 1)
- Moeleya
- Ntseingueni 1
- Massangajou
- Soirhane
- Hadjabiri
- Bongoma
- Chilimajou
- Weimani
- Ntseingueni 2
- Maoundrouni (Nkwalé)
- Hantsandzé
- Momoni
- Gouni
- Madzi ya lozi (ou Mkiri wa pwani)
- Hamchako
- Monterajou
- Pama
- Chitsangani-Lazar

## Religion
La population de Mirontsy se compose de musulmans pratiquants. Avant l'arrivée de Oustade Salim (Bagoulamou), certains pratiquaient l'animisme qui est une sorte de croyance spectaculaire aux diables, les familles faisant périodiquement des prières et cérémonies religieuses devant des points d'eau comme Foumbouni, et Koroni. Aujourd'hui, ces idéologies ont été plus ou moins controversées par l'instauration d'un grand Madrasse pour l’éducation de la religion musulmane. La population reste toujours divisées en deux avec deux mosquées de vendredi. L'un pour ceux qui conservent toujours les anciennes pratiques comme les Dhikr. L'autre est pour ceux qui ont presque diminué ou laissé ces anciens pratiques.